# Brug 1899
Brug 1899 is een bouwkundig kunstwerk in Amsterdam Nieuw-West
De voet- en fietsbrug is gelegen in het Anton Schleperpad (vernoemd naar oprichter van vereniging De Oeverlanden blijven), dat het park De Oeverlanden als doorgaande wandel- en fietsroute van oost naar west doorkruist. Ze overspant een afwateringstocht dat het park afscheidt van de asfaltstrook van de Oude Haagseweg. 
De houten brug dateert uit circa 1999.  Ten zuidwesten van de brug staat het beeld Witte bollenboom van Timo Goosen.

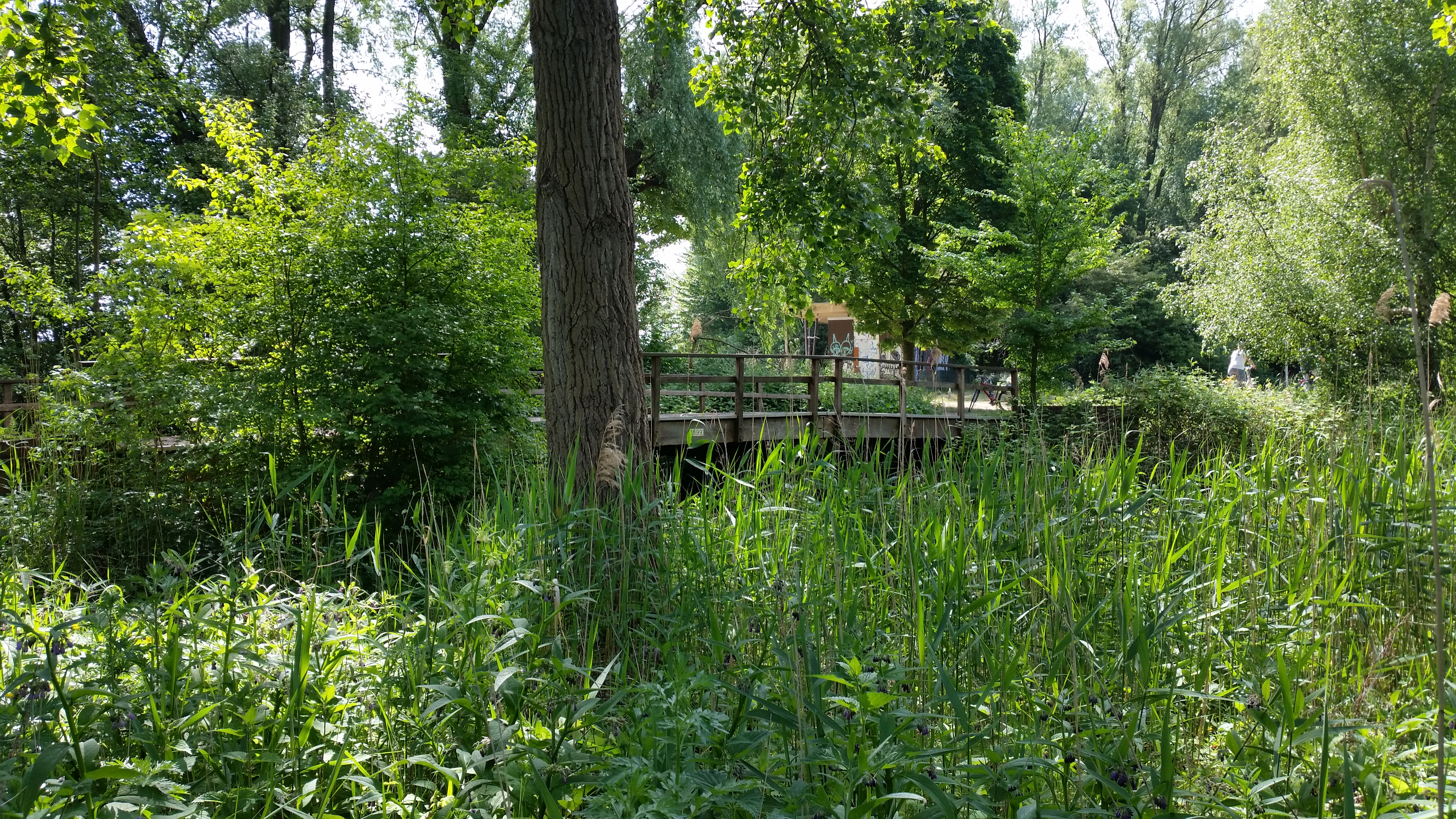
Brug 1899 in haar omgeving (mei 2020)

<<< · 1800 · 1801 · 1802 · 1803 · 1804 · 1805 · 1806 · 1807 · 1808 · 1809 ·  1810 · 1811 · 1812 · 1813 · 1814 · 1815 · 1816 · 1818 · 1819 · 1820 · 1821 · 1822 · 1823 · 1824 · 1826 · 1827 · 1828 · 1829 · 1830 · 1831 · 1832 · 1833 · 1834 · 1835 · 1836 · 1837 · 1838 · 1839 · 1840 · 1841 · 1842 · 1843 · 1844 · 1845 · 1846 · 1847 · 1848 · 1849 · 1850 · 1851 · 1852 · 1853 · 1854 · 1855 · 1856 · 1857 · 1858 · 1859 · 1860 · 1861 · 1862 · 1863 · 1864 · 1865 · 1866 · 1867 · 1868 · 1869 ·  1870 · 1871 · 1872 · 1873 · 1874 · 1875 · 1876 · 1877 · 1879 ·  1880 · 1881 · 1882 · 1883 · 1884 · 1885 · 1886 · 1888 · 1889 · 1890 · 1891 · 1892 · 1893 · 1894 · 1895 · 1896 · 1897 · 1898 · 1899 · >>>
Brugnummers 1817, Brug 1819, 1820, 1825, 1878, 1887  zijn niet (meer) vergeven.